# 切雷穆希夫卡
50°28′39″N 34°35′56″E / 50.47750°N 34.59889°E
切雷穆希夫卡（烏克蘭語：Черемухівка）是位於烏克蘭東北部的村莊，由蘇梅州蘇梅區的萊貝丁市鎮負責管轄。該村處於塔尚河右岸，分別距離伊欣基1公里和多夫日克2.5公里，海拔高度145米，2001年人口48。